# The View (gruppo musicale)
I The View sono un gruppo musicale scozzese indie rock. Il loro stile unisce diversi generi musicali come il punk, il pop, l'alternative rock, il pop punk, il powerpop, il folk e la musica acustica.
Nati come cover band dei Sex Pistols ai tempi della scuola, attualmente il gruppo è sotto contratto con la 1965 Records, un'etichetta di proprietà della Sony BMG/Columbia, ed il loro primo singolo, Wasted Little DJs, è stato pubblicato il 12 agosto 2006. Il singolo è entrato nella classifica MTV Two/NME il 9 luglio 2006, raggiungendo in seguito la prima posizione il 13 agosto 2006. Lo stesso giorno, il brano ha raggiunto la quindicesima posizione della classifica dei singoli più venduti nel Regno Unito.
I View hanno pubblicato il loro album di debutto, Hats Off to the Buskers, il 22 gennaio 2007, e la settimana successiva è entrato nella classifica degli album più venduti nel Regno Unito, direttamente alla prima posizione. Il gruppo è stato nominato per il Mercury Music Prize 2007.
Il gruppo ha pubblicato un secondo album, Which Bitch?, il 2 febbraio 2009. Nella sua prima settimana nei negozi l'album ha raggiunto la quarta posizione della classifica degli album britannici, ma è sceso alla ventisettesima la settimana seguente per poi uscire definitivamente dalla top 40. Anche i singoli da esso estratti, 5Rebbeccas e Shock Horror, non sono riusciti ad ottenere risultati. Il 14 marzo 2011 il gruppo ha pubblicato l'album Bread and Circuses

## Membri
- Kyle Falconer - Voce/Chitarra
- Kieren Webster - Basso/Cori
- Peter Reilly - Chitarra
- Steven Morrison - Percussioni/Batteria

## Discografia

### Album in studio
- 2007 - Hats Off to the Buskers
- 2009 - Which Bitch?
- 2011 - Bread and Circuses
- 2012 - Cheeky for a Reason
- 2015 - Ropewalk
- 2023 - Exorcism of Youth

### Singoli
- 2006 - Wasted Little DJ's
- 2006 - Superstar Tradesman
- 2007 - Same Jeans
- 2007 - The Don/Skag Trendy
- 2007 - Face on the Radio
- 2008 - 5Rebbeccas
- 2009 - Shock Horror
- 2009 - Temptation Dice
- 2010 - Sunday
- 2011 - Grace
- 2011 - I Need That Record

### EP
- 2006 - The View EP